# سوناتا لتشرين (رواية)
سوناتا لتشرين هي رواية من تأليف أسامة أنور عكاشة، فيها تخلى أسامة عن ارتباطه بالعصر الناصري الذي يعشق واقتحم بجرأة عصر الحيتان والإعلام الموجه وارتباط السلطة بأقطابه عصر الكلمة الحرة شكلاً المسمومة موضوعاً.
يستهل الكاتب الكبير الراحل مؤخرا روايته متسائلا- على لسان بطلها الصحفي صلاح كامل- «لماذا تأتي الأشياء الصحيحة في التوقيت الخطأ؟.. ولماذا تتحقق الأمنيات بعد فوات الأوان؟». ففي غمرة يأسه، يداعب الأمل جوانحه؛ تقتحم حياته من جديد، وبعد عشر سنوات طالبته السابقة في كلية الإعلام، التي تصر على معرفة سر ابتعاده عن الأضواء، واستقالته وهو في قمة مجده الصحفي. ويدرك كامل أن مطاردة تلميذته له لم تكن سوى من أجل الظفر بسبق صحفي.
وقد لجأ الكاتب إلى تقنية المذكرات حتى لا تقع روايته في التقريرية والخطاب المباشر، وجاءت على شكل تسجيل صوتي على شريطين، مع المزاوجة بين زمنين.. السرد الآني والفلاش باك/ الاعترافات، دون أن ينسى التغزل بفاتنته مدينة الإسكندرية، التي اختارها البطل منفى اختياريا له.
لغة الرواية متعددة المستويات، ما بين العادية، والشاعرية، والقريبة من السيناريو، التي تقوم على الخيال البصري. وهناك قدرة فنية هائلة على كسر توقعات القارئ، ومفاجأته في كل لحظة بما لا يمكن توقعه من أحداث.. كما في غالبية أعماله، حيث تتشابك خيوط الحب والسياسة والمكائد والأحلام والانكسارات، بأسلوب بوليسي مشوق، مع عمق الإحساس بأن شخوصه من دم ولحم، وليست مجرد كائنات من ورق، ابتدعها خيال روائي.

## مقدمة عن الكاتب
أسامة أنور عكاشة (27 يوليو 1941 - 28 مايو 2010، كاتب روائي ومسلسلات وأفلام ومسرحيات مصري. وهو أحد أهم المؤلفين وكتاب السيناريو في الدراما المصرية والعربية، وتعتبر أعماله التلفزيونية الأهم والأكثر متابعة في مصر والعالم العربي. حصل على ليسانس الآداب من قسم الدراسات النفسية والاجتماعية بجامعة عين شمس عام 1962. عمل بعد تخرجه أخصائيًا اجتماعيًا في مؤسسة لرعاية الأحداث، ثم عمل مدرسًا في مدرسة بمحافظة أسيوط وذلك بالفترة من عام 1963 إلى عام 1964، ثم انتقل للعمل بإدارة العلاقات العامة بديوان محافظة كفر الشيخ وذلك بالفترة من عام 1964 إلى عام 1966، انتقل بعدها للعمل كأخصائي اجتماعي في رعاية الشباب بجامعة الأزهر وذلك من عام 1966 إلى عام 1982 عندما قدم استقالته ليتفرغ للكتابة والتأليف.

## مقدمة الكاتب
ارتبط قلم أسامة أنور عكاشة بكتابة الدراما التليفزيونية على مدار ثلاثين عاما (1977-2008)، وعلى الرغم من هذا فإنه لم ينس أبدا صلته بأرض البدايات الحقيقية؛ أدب الرواية والقصة. يقول أسامة أنور عكاشة أنه لم يسمع عن الدراما المرئية قبل حلول الستينيات من القرن العشرين، «فوجئنا بأن هناك جنس أدبى وفنى جديد يمكنه أن يسد الفجوة التي حفرتها بين الأدب المكتوب للقراءة وبين المتلقى.. وهي فجوة الأمية.. التي استطاعت الدراما المرئية أن تسدها لتصبح نوعا حيا من الأدب السلس الذي يصل بسهولة إلى وجدان كل مصرى متخطيا عوائق الأمية وتعقيدات اللغة المنطوقة سواء كانت فصحى أو عامية..»  وعلى الرغم من انجراف الكاتب إلى الكتابة للتلفزيون، ومن جاذبية الدراما وتميزها بقدرتها الفائقة على استقطاب أكبر قاعدة بشرية، إلا أن الكاتب لم ينس أصوله الأولية، «ظللت متشبثا بالأرض التي شهدت فجر موهبتى.. وحرصت على بقاء انتمائى الأول لأصولى الروائية والقصصية.. حيث يمارس الكاتب فيها حريته الكاملة...» جاءت (سوناتا لتشرين) لتكون الرواية التي يقدمها الكاتب إلى قراءه متسائلا: «هلى يغفر لى قرائئ غياباتى وندرة إنتاجى؟ أم تراهم يلتمسون لى شيئا من العذر؟ أم سيؤجلون الحكم على إلى ما بعد تذوق الثمرة؟».

## الحكاية
«لماذا تأتى الأشياء الصحيحة في التوقيت الخطأ؟.. ولماذا تتحقق الأمنيات بعد فوات الأوان؟..» 
تروى «سوناتا لتشرين» حكاية الصحفى صلاح كامل، الذي يجعل من الإسكندرية منفى له، وفيها يقابل صديق قديم له والذي يقنعه بالعودة إلى حياته الصحفية السابقة التي قضت عليها قضية مدبرة ضده، وهكذا يقنعه صديقه بالعودة إلى حياته السابقة؛ ويعرض عليه العمل كمشرف على ملحق «الأدب والثقافة» في المجلة التي يرأسها. قبل صلاح كامل عرض صديقه بإيفاء المجلة برسالة بين الحين والحين يغطى فيها الأنشطة الفنية والأدبية بالإسكندرية ويحللها ويلقي عليها الأضواء. وهكذا يبدأ بطلنا أولى مهامه الوظيفية بالذهاب إلى مؤتمر أدبى بأحد فنادق الإسكندرية ليقوم بكتابة مقالة عنه. «كانت بادرة طيبة أحس لها بالامتنان وأرجعها لرغبة صديقه القديمة» أ.ع«في اجتذابه مرة أخرى لعالم الأحياء!..». أما تلك الأمانى التي تتحقق بعد فوات الأوان فهى مرتبطة بمقابلته لفتاة في الثلاثين من عمرها سيكن لها مشاعر الحب والإعجاب، إلا أنه فيما بعد يكتشف أنها كانت تسعى خلفه من أجل سبق صحفي. بدأ اللقاء بينهما في هذا المؤتمر، حيث اتجهت هي إليه مخبرة إياه بأنها إحدى تلميذاته في ذلك الكورس أو المقرر الدراسى الذي انتدب لتدريبه من الخارج منذ عشر سنوات أو أكثر. بدأت الفتاة تلقي عليه بعض الأسئلة، وكان أول سؤال تطرحه عليه هو، «لماذا رحلت عن القاهرة واعتزلت؟» وتابعت تساؤلتها له عن سبب اختفائه المفاجئ من عالم الصحافة على الرغم من سطوع نجمه في عالم الصحافة وتوليه رئاسة تحرير المجلة التي كان يعمل بها، وكان رده الوحيد على تساؤلاتها هو أنه تدرب على نسيان هذه القصة القديمة وأنه بالفعل نجح في هذا، «ولا أريد أفسد نجاحى بالعودة إلى نكأ ما اندمل من جراح.. واستحضار عذابات لا أرانى قادرا على تحملها ولو بالحكى والرواية!».

## قالوا عنهم
"تقدم رواية سوناتا لتشرين جوهر الدراما الصحفية، متمثلة في طموح كاتب مسكون
بالجرأة والذكاء والرغبة الحارقة في اختراق حصون الفساد، في مجتمع تزوج فيه المال بالسلطة، وتفاقمت امبراطوريات رجال الأعمال، فنشب صراع غير متكافئ بين صحفي يهدف إلي بناء مجده المهني بكشف وقائع الفساد وتعقب ظواهره." 
«عنوان الرواية عنوان صادم للقارئ العادي فلفظة سوناتا تعني (أغنية) ولفظة لتشرين (تعبير عربي) بمعني شهر الخريف. هذا الولع الشعري لأسامة يتجلي في التشبيهات والاستعارات الشعرية. ويلاحظ الناقد صلاح فضل ولع أمير الدراما أسامة أنور عكاشة بالصحافة وعالمها المنقسم بين طريقين مختلفين عندما يرتطم عالم الصحافي (الشجاع أو الجبان) بعالم رجل الأعمال. فيما يبدو هذه قضية هامة لأسامة كما في (رواية وهج الصيف) ثم في الرواية موضوع الندوة (سوناتا لتشرين)».
«أسامة أنور عكاشة كاتب يمتلك موهبة غير عادية فهو صانع نوبل في الدراما العربية. يرد الكاتب الكبير أسامة أنور عكاشة علي بعض الملاحظات التي أراد أن يقولها لو لم أسميها (سوناتا لتشرين) لأسميتها (حكاية رجل خايب) ويوضح ذلك قائلا في آخر 3 فصول من الرواية لخصت عالم الخيبة التي أحس بها الرجل فتاريخه ملئ بالحزن والفشل واليأس وتشرين يرمز لخريف العمر. واستطرد أية آمال في هذة الفترة هي آمال عيش وإن لم يحقق شيئا فارتطمت طموحاته بأعداء ليس في حجم قوته أنهزم ونفي نفسه بنفسه.»